# 2024–2025-ös angol labdarúgó-ligakupa
A 2024–2025-ös angol labdarúgó-ligakupa az angol ligakupa sorozat 65. szezonja (hivatalos nevén: Carabao Cup). A kupában az első négy osztály csapatai vesznek részt, a győztes közvetlenül bejut a 2025–2026-os UEFA Konferencia Liga selejtezőjének rájátszásába.
A címvédő a Liverpool volt, azt követően, hogy a 2024-es döntőben 1–0-ra legyőzték a Chelsea csapatát.
A döntőt a Newcastle United nyerte 2–1-re a Liverpool ellenében, 2025. március 16-án.

## Csapatok
|                              | Új csapatok                                                                                          | Előző fordulóból | Mérkőzések | Dátum (a hét első napja)         |
| ---------------------------- | --- | ---------------- | ---------- | -------------------------------- |
| Első forduló (70 csapat)     | - 24 csapat a negyedosztályból - 24 csapat a harmadosztályból - 22 csapat a másodosztályból          |                  | 35         | 2024. augusztus 13.              |
| Második forduló (50 csapat)  | - 2 csapat a másodosztályból - 13 Premier League-csapat, akik nem szerepelnek európai kupasorozatban | 35               | 25         | 2024. augusztus 27.              |
| Harmadik forduló (32 csapat) | - a 8, európai kiírásban szereplő Premier League-csapat                                              | 25               | 16         | 2024. szeptember 17. és 24.      |
| Negyedik forduló (16 csapat) | - Nincs új csapat                                                                                    | 16               | 8          | 2024. október 28.                |
| Negyeddöntő (8 csapat)       | - Nincs új csapat                                                                                    | 8                | 4          | 2024. december 16.               |
| Elődöntő (4 csapat)          | - Nincs új csapat                                                                                    | 4                | 4          | 2025. január 6. 2025. február 3. |
| Döntő                        | - Nincs új csapat                                                                                    | 2                | 1          | 2025. március 16.                |

## Első forduló
| Dátum               | Hazai csapat          | Eredmény     | Vendég csapat            |
| ------------------- | --------------------- | ------------ | ------------------------ |
| 2024. augusztus 13. | Carlisle United (4)   | 0–2          | Stoke City (2)           |
| 2024. augusztus 13. | Stockport County (3)  | 1–6          | Blackburn Rovers (2)     |
| 2024. augusztus 13. | Barrow (4)            | 3–2          | Port Vale (4)            |
| 2024. augusztus 13. | Bolton Wanderers (3)  | 1–1 (t. 5–4) | Mansfield Town (3)       |
| 2024. augusztus 13. | Burton Albion (3)     | 0–4          | Blackpool (3)            |
| 2024. augusztus 13. | Derby County (2)      | 2–1          | Chesterfield (4)         |
| 2024. augusztus 13. | Fleetwood Town (4)    | 2–1          | West Bromwich Albion (2) |
| 2024. augusztus 13. | Grimsby Town (4)      | 1–1 (t. 9–8) | Bradford City (4)        |
| 2024. augusztus 13. | Huddersfield Town (3) | 3–0          | Morecambe (4)            |
| 2024. augusztus 13. | Lincoln City (3)      | 1–2          | Harrogate Town (4)       |
| 2024. augusztus 13. | Preston North End (2) | 2–0          | Sunderland (2)           |
| 2024. augusztus 13. | Rotherham United (3)  | 2–1          | Crewe Alexandra (4)      |
| 2024. augusztus 13. | Salford City (4)      | 0–2          | Doncaster Rovers (4)     |
| 2024. augusztus 13. | Shrewsbury Town (3)   | 3–3 (t. 4–3) | Notts County (4)         |
| 2024. augusztus 13. | Tranmere Rovers (4)   | 3–0          | Accrington Stanley (4)   |
| 2024. augusztus 13. | Wigan Athletic (3)    | 1–1 (t. 2–4) | Barnsley (3)             |
| 2024. augusztus 13. | Sheffield United (2)  | 4–2          | Wrexham (3)              |
| 2024. augusztus 14. | Hull City (2)         | 1–2          | Sheffield Wednesday (2)  |
| 2024. augusztus 14. | Leeds United (2)      | 0–3          | Middlesbrough (2)        |

| Dátum               | Hazai csapat          | Eredmény     | Vendég csapat           |
| ------------------- | --------------------- | ------------ | ----------------------- |
| 2024. augusztus 13. | Leyton Orient (3)     | 4–1          | Newport County (4)      |
| 2024. augusztus 13. | Bristol City (2)      | 0–1          | Coventry City (2)       |
| 2024. augusztus 13. | Bromley (4)           | 1–2          | AFC Wimbledon (4)       |
| 2024. augusztus 13. | Cambridge United (3)  | 1–2          | Queens Park Rangers (2) |
| 2024. augusztus 13. | Cardiff City (2)      | 2–0          | Bristol Rovers (3)      |
| 2024. augusztus 13. | Charlton Athletic (3) | 0–1          | Birmingham City (3)     |
| 2024. augusztus 13. | Colchester United (4) | 2–2 (t. 4–3) | Reading (3)             |
| 2024. augusztus 13. | Crawley Town (3)      | 4–2          | Swindon Town (4)        |
| 2024. augusztus 13. | Northampton Town (3)  | 0–2          | Wycombe Wanderers (3)   |
| 2024. augusztus 13. | Norwich City (2)      | 4–3          | Stevenage (3)           |
| 2024. augusztus 13. | Oxford United (2)     | 2–0          | Peterborough United (3) |
| 2024. augusztus 13. | Portsmouth (2)        | 0–1          | Millwall (2)            |
| 2024. augusztus 13. | Swansea City (2)      | 3–1          | Gillingham (4)          |
| 2024. augusztus 13. | Walsall (4)           | 1–1 (t. 4–3) | Exeter City (3)         |
| 2024. augusztus 13. | Watford (2)           | 5–0          | Milton Keynes Dons (4)  |
| 2024. augusztus 14. | Plymouth Argyle (2)   | 3–0          | Cheltenham Town (4)     |

## Második forduló
| Dátum               | Hazai csapat          | Eredmény     | Vendég csapat           |
| ------------------- | --------------------- | ------------ | ----------------------- |
| 2024. augusztus 27. | Middlesbrough (2)     | 0–5          | Stoke City (2)          |
| 2024. augusztus 27. | Barnsley (3)          | 1–0          | Sheffield United (2)    |
| 2024. augusztus 27. | Barrow (4)            | 0–0 (t. 3–2) | Derby County (2)        |
| 2024. augusztus 27. | Blackburn Rovers (2)  | 1–2          | Blackpool (3)           |
| 2024. augusztus 27. | Everton (1)           | 3–0          | Doncaster Rovers (4)    |
| 2024. augusztus 27. | Fleetwood Town (4)    | 2–1          | Rotherham United (3)    |
| 2024. augusztus 27. | Grimsby Town (4)      | 1–5          | Sheffield Wednesday (2) |
| 2024. augusztus 27. | Harrogate Town (4)    | 0–5          | Preston North End (2)   |
| 2024. augusztus 27. | Leicester City (1)    | 4–0          | Tranmere Rovers (4)     |
| 2024. augusztus 27. | Shrewsbury Town (3)   | 0–2          | Bolton Wanderers (3)    |
| 2024. augusztus 27. | Walsall (4)           | 3–2          | Huddersfield Town (3)   |
| 2024. augusztus 28. | Wolverhampton (1)     | 2–0          | Burnley (2)             |
| 2024. augusztus 28. | Nottingham Forest (1) | 1–1 (t. 3–4) | Newcastle United (1)    |

| Dátum               | Hazai csapat               | Eredmény     | Vendég csapat         |
| ------------------- | -------------------------- | ------------ | --------------------- |
| 2024. augusztus 27. | Brighton & Hove Albion (1) | 4–0          | Crawley Town (3)      |
| 2024. augusztus 27. | Coventry City (2)          | 1–0          | Oxford United (2)     |
| 2024. augusztus 27. | Millwall (2)               | 0–1          | Leyton Orient (3)     |
| 2024. augusztus 27. | Queens Park Rangers (2)    | 1–1 (t. 4–1) | Luton Town (2)        |
| 2024. augusztus 27. | Watford (2)                | 2–0          | Plymouth Argyle (2)   |
| 2024. augusztus 27. | Birmingham City (3)        | 0–2          | Fulham (1)            |
| 2024. augusztus 27. | Crystal Palace (1)         | 4–0          | Norwich City (2)      |
| 2024. augusztus 28. | AFC Wimbledon (4)          | 2–2 (t. 4–2) | Ipswich Town (1)      |
| 2024. augusztus 28. | Cardiff City (2)           | 3–5          | Southampton (1)       |
| 2024. augusztus 28. | Colchester United (4)      | 0–1          | Brentford (1)         |
| 2024. augusztus 28. | Swansea City (2)           | 0–1          | Wycombe Wanderers (3) |
| 2024. augusztus 28. | West Ham United (1)        | 1–0          | Bournemouth (1)       |

## Harmadik forduló
| 2024. szeptember 17.        | Stoke City (2) | 1–1 (büntetőkkel: 2–1)                | Fleetwood Town (4) | Bet365 Stadion                                                    |  |
| 19:30 (BST)                 | Rose 54'       | (0–0) Jegyzőkönyv                     | Bennett 90+1'      | Stadion: Stoke-on-Trent Nézőszám: 8 927 Játékvezető: Tim Robinson |  |
|                             |                | Büntetők                              |                    |                                                                   |  |
| Cannon Tezgel Sidibe Burger |                | Patterson Graydon Odubeko Bonds Broom |                    |                                                                   |  |

| 2024. szeptember 17. | Blackpool (3) | 0–1               | Sheffield Wednesday (2) | Blackpool                                                         |  |
| 19:45 (BST)          |               | (0–1) Jegyzőkönyv | Bernard 34'             | Stadion: Bloomfield Road Nézőszám: 5 429 Játékvezető: Thomas Kirk |  |

| 2024. szeptember 17. | Brentford (1)                           | 3–1               | Leyton Orient (3) | London                                                                          |  |
| 19:45 (BST)          | Carvalho 17' Damsgaard 26' Nørgaard 45' | (3–1) Jegyzőkönyv | Cooper 11'        | Stadion: Brentfordi Közösségi Stadion Nézőszám: 13 634 Játékvezető: Lewis Smith |  |

| 2024. szeptember 17.                         | Everton (1)  | 1–1 (büntetőkkel: 5–6)                               | Southampton (1)    | Liverpool                                                        |  |
| 19:45 (BST)                                  | Doucouré 20' | (1–1) Jegyzőkönyv                                    | Harwood-Bellis 32' | Stadion: Goodison Park Nézőszám: 33 842 Játékvezető: Darren Bond |  |
|                                              |              | Büntetők                                             |                    |                                                                  |  |
| Keane McNeil Ndiaye Lindstrøm Harrison Young |              | Fernandes Stewart Brereton Harwood-Bellis Aribo Bree |                    |                                                                  |  |

| 2024. szeptember 17. | Preston North End (2) | 1–1 (büntetőkkel: 16–15) | Fulham (1) | Preston                                                     |  |
| 19:45 (BST) | Ledson 35'            | (1–0) Jegyzőkönyv | Nelson 61' | Stadion: Deepdale Nézőszám: 5 530 Játékvezető: Bobby Madley |  |
| |                       | Büntetők |            |                                                             |  |
| Whiteman Greenwood Okkels McCann Osmajić Ledson Lindsay Storey Kesler-Hayden Hughes Woodman Whiteman Greenwood Okkels McCann Osmajić Ledson |                       | Jiménez Lukić Berge Iwobi Sessegnon Castagne Smith Rowe Diop Cuenca Godo Benda Jiménez Lukić Berge Iwobi Sessegnon Castagne |            |                                                             |  |

| 2024. szeptember 17. | Queens Park Rangers (2) | 1–2               | Crystal Palace (1)  | London                                                              |  |
| 19:45 (BST)          | Field 53'               | (0–1) Jegyzőkönyv | Nketiah 16' Eze 64' | Stadion: Loftus Road Nézőszám: 13 945 Játékvezető: Sunny Singh Gill |  |

| 2024. szeptember 17.                                                              | Manchester United (1)                                                     | 7–0               | Barnsley (3) | Manchester                                                     |  |
| 20:00 (BST)                                                                       | Rashford 16' 58' Antony 35' (11-esből) Garnacho 45+2' 49' Eriksen 81' 85' | (3–0) Jegyzőkönyv |              | Stadion: Old Trafford Nézőszám: 72 063 Játékvezető: Gavin Ward |  |
| Lásd még: A Manchester United FC és a Barnsley FC 2024. szeptember 17-i mérkőzése |                                                                           |                   |              |                                                                |  |

| 2024. szeptember 18. | Brighton & Hove Albion (1)          | 3–2               | Wolverhampton Wanderers (1) | Brighton                                                          |  |
| 19:45 (BST)          | Baleba 14' Adingra 31' Kadıoğlu 85' | (2–1) Jegyzőkönyv | Guedes 44' Doyle 90+1'      | Stadion: Falmer Stadion Nézőszám: 16 018 Játékvezető: John Brooks |  |

| 2024. szeptember 18. | Coventry City (2) | 1–2               | Tottenham Hotspur (1)    | Coventry                                                               |  |
| 20:00 (BST)          | Thomas-Asante 63' | (0–0) Jegyzőkönyv | Spence 88' Johnson 90+2' | Stadion: Coventry Stadion Nézőszám: 24 616 Játékvezető: Darren England |  |

| 2024. szeptember 24. | Chelsea (1)                                   | 5–0               | Barrow (4) | London                                                                 |  |
| 19:45 (BST)          | Nkunku 8' 15' 75' Farman 28' (öngól) Neto 48' | (3–0) Jegyzőkönyv |            | Stadion: Stamford Bridge Nézőszám: 38 868 Játékvezető: Oliver Langford |  |

| 2024. szeptember 24. | Manchester City (1) | 2–1               | Watford (2) | Manchester                                                                  |  |
| 19:45                | Doku 5' Nunes 38'   | (2–0) Jegyzőkönyv | Ince 86'    | Stadion: Manchester Városi Stadion Nézőszám: 40 584 Játékvezető: David Webb |  |

| 2024. szeptember 24. | Walsall (4) | 0–0 (büntetőkkel: 0–3) | Leicester City (1) | Walsall                                                        |  |
| 19:45 (BST)          |             | Jegyzőkönyv            |                    | Stadion: Bescot Stadion Nézőszám: 8 010 Játékvezető: Tom Nield |  |
|                      |             | Büntetők               |                    |                                                                |  |
| Allen Okagbue Gordon |             | Pereira Coady Skipp    |                    |                                                                |  |

| 2024. szeptember 24. | Wycombe Wanderers (3) | 1–2               | Aston Villa (1)                  | High Wycombe                                                |  |
| 20:00 (BST)          | Kone 90+5'            | (0–0) Jegyzőkönyv | Buendía 55' Durán 85' (11-esből) | Stadion: Adams Park Nézőszám: 8 158 Játékvezető: John Busby |  |

| 2024. szeptember 25. | Arsenal (1)                                       | 5–1               | Bolton Wanderers (3) | London                                                             |  |
| 19:45 (BST)          | Rice 16' Nwaneri 37' 49' Sterling 64' Havertz 77' | (2–0) Jegyzőkönyv | Collins 53'          | Stadion: Emirates Stadion Nézőszám: 59 056 Játékvezető: Josh Smith |  |

| 2024. szeptember 25. | Liverpool (1)                           | 5–1               | West Ham United (1) | Liverpool                                                            |  |
| 20:00 (BST)          | Jota 25' 49' Szaláh 74' Gakpo 90' 90+3' | (1–1) Jegyzőkönyv | Quansah 21' (öngól) | Stadion: Anfield Stadion Nézőszám: 60 044 Játékvezető: Andrew Madley |  |

| 2024. október 1. | Newcastle United (1)   | 1–0               | AFC Wimbledon (4) | Newcastle upon Tyne                                               |  |
| 19:45 (BST)      | Schär 45+1' (11-esből) | (1–0) Jegyzőkönyv |                   | Stadion: St James’ Park Nézőszám: 51 739 Játékvezető: Darren Bond |  |

## Negyedik forduló
A fordulóban a legalacsonyabb osztályú csapatok a Championshipből voltak: a Preston North End, a Sheffield Wednesday és a Stoke City. A sorsolásra 2024. szeptember 25-én került sor.
| 2024. október 29. | Southampton (1)                                      | 3–2               | Stoke City (2)          | Southampton                                                         |  |
| 19:45             | Harwood-Bellis 19' Armstrong 35' (11-esből) Bree 88' | (2–1) Jegyzőkönyv | Phillips 45' Cannon 88' | Stadion: St. Mary Stadion Nézőszám: 16 092 Játékvezető: Lewis Smith |  |

| 2024. október 29.                          | Brentford (1) | 1–1 (büntetőkkel: 5–4)            | Sheffield Wednesday (2) | London                                                                          |  |
| 20:00                                      | Schade 11'    | (1–0) Jegyzőkönyv                 | Gassama 57'             | Stadion: Brentfordi Közösségi Stadion Nézőszám: 16 701 Játékvezető: Will Finnie |  |
|                                            |               | Büntetők                          |                         |                                                                                 |  |
| Mbeumo Lewis-Potter Damsgaard Wissa Janelt |               | Smith Windass Lowe Johnson Palmer |                         |                                                                                 |  |

| 2024. október 30. | Brighton & Hove Albion (1) | 2–3               | Liverpool (1)          | Brighton                                         |  |
| 19:45             | Adingra 81' Lamptey 90'    | (0–1) Jegyzőkönyv | Gakpo 46' 63' Díaz 85' | Stadion: Falmer Stadion Játékvezető: Darren Bond |  |

| 2024. október 30. | Aston Villa (1) | 1–2               | Crystal Palace (1) | Birmingham                                      |  |
| 19:45             | Durán 23'       | (1–1) Jegyzőkönyv | Eze 8' Kamada 64'  | Stadion: Villa Park Játékvezető: Samuel Barrott |  |

| 2024. október 30. | Manchester United (1)                           | 5–2               | Leicester City (1)        | Manchester                                                      |  |
| 19:45             | Casemiro 15' 39' Garnacho 28' Fernandes 36' 59' | (4–2) Jegyzőkönyv | el-Hanúsz 33' Coady 45+3' | Stadion: Old Trafford Nézőszám: 73 470 Játékvezető: Andy Madley |  |

| 2024. október 30. | Newcastle United (1)        | 2–0               | Chelsea (1) | Newcastle upon Tyne                                                  |  |
| 19:45             | Isak 23' Disasi 26' (öngól) | (2–0) Jegyzőkönyv |             | Stadion: St James’ Park Nézőszám: 51 934 Játékvezető: Chris Kavanagh |  |

| 2024. október 30. | Preston North End (2) | 0–3               | Arsenal (1)                       | Preston                                                      |  |
| 19:45             |                       | (0–2) Jegyzőkönyv | Jesus 24' Nwaneri 33' Havertz 57' | Stadion: Deepdale Nézőszám: 21 811 Játékvezető: Peter Bankes |  |

| 2024. október 30. | Tottenham Hotspur (1) | 2–1               | Manchester City (1) | London                                                                        |  |
| 20:15             | Werner 5' Sarr 25'    | (2–1) Jegyzőkönyv | Nunes 45+4'         | Stadion: Tottenham Hotspur Stadion Nézőszám: 60 797 Játékvezető: Robert Jones |  |

## Negyeddöntők
A negyeddöntőre már csak Premier League-csapatok maradtak versenyben. A sorsolásra 2024. október 30-án került sor.
| 2024. december 18. | Arsenal           | 3–2               | Crystal Palace        | London                                                                |  |
| 19:30              | Jesus 54' 73' 81' | (0–1) Jegyzőkönyv | Mateta 4' Nketiah 85' | Stadion: Emirates Stadion Nézőszám: 59 298 Játékvezető: Andrew Madley |  |

| 2024. december 18. | Newcastle United        | 3–1               | Brentford   | Newcastle upon Tyne                                                  |  |
| 19:45              | Tonali 9' 43' Schär 69' | (2–0) Jegyzőkönyv | Wissa 90+1' | Stadion: St James’ Park Nézőszám: 51 765 Játékvezető: Samuel Barrott |  |

| 2024. december 18. | Southampton | 1–2               | Liverpool             | Southampton                                                          |  |
| 20:00              | Archer 59'  | (0–2) Jegyzőkönyv | Núñez 24' Elliott 32' | Stadion: St. Mary Stadion Nézőszám: 26 503 Játékvezető: Simon Hooper |  |

| 2024. december 19. | Tottenham Hotspur                       | 4–3               | Manchester United                | London                                                                       |  |
| 20:00              | Solanke 15' 54' Kulusevski 46' Szon 88' | (1–0) Jegyzőkönyv | Zirkzee 63' Amad 70' Evans 90+4' | Stadion: Tottenham Hotspur Stadion Nézőszám: 57 409 Játékvezető: John Brooks |  |

## Elődöntők
A sorsolásra 2024. december 19-én került sor.
| 2025. január 7. | Arsenal | 0–2               | Newcastle United    | Emirates Stadion                                          |  |
| 20:00           |         | (0–1) Jegyzőkönyv | Isak 37' Gordon 51' | Stadion: London Nézőszám: 59 125 Játékvezető: John Brooks |  |

| 2025. február 5. | Newcastle United      | 2–0               | Arsenal | Newcastle upon Tyne                                                |  |
| 20:00            | Murphy 19' Gordon 52' | (1–0) Jegyzőkönyv |         | Stadion: St James’ Park Nézőszám: 52 173 Játékvezető: Simon Hooper |  |

| 2025. január 8. | Tottenham Hotspur | 1–0               | Liverpool | London                                                                          |  |
| 20:00           | Bergvall 86'      | (0–0) Jegyzőkönyv |           | Stadion: Tottenham Hotspur Stadion Nézőszám: 59 037 Játékvezető: Stuart Attwell |  |

| 2025. február 6. | Liverpool                                                   | 4–0               | Tottenham Hotspur | Liverpool                                                   |  |
| 20:00            | Gakpo 34' Szaláh 51' (11-esből) Szoboszlai 75' van Dijk 80' | (1–0) Jegyzőkönyv |                   | Stadion: Anfield Nézőszám: 60 395 Játékvezető: Craig Pawson |  |

## Döntő
| 2025. március 16. | Liverpool    | 1–2               | Newcastle United  | London                                                             |  |
| 16:30             | Chiesa 90+4' | (0–1) Jegyzőkönyv | Burn 45' Isak 52' | Stadion: Wembley Stadion Nézőszám: 88 513 Játékvezető: John Brooks |  |

## Statisztika
Frissítve: 2025. március 16.
| Hely | Játékos              | Csapat                  | Gólok |
| ---- | -------------------- | ----------------------- | ----- |
| 1    | Cody Gakpo           | Liverpool               | 5     |
| 2    | Gabriel Jesus        | Arsenal                 | 4     |
| 2    | Tom Ince             | Watford                 | 4     |
| 4    | Simon Adingra        | Brighton & Hove Albion  | 3     |
| 4    | Cameron Archer       | Southampton             | 3     |
| 4    | Eberechi Eze         | Crystal Palace          | 3     |
| 4    | Alejandro Garnacho   | Manchester United       | 3     |
| 4    | Gonçalo Guedes       | Wolverhampton Wanderers | 3     |
| 4    | Ryan Graydon         | Fleetwood Town          | 3     |
| 4    | Alexander Isak       | Newcastle United        | 3     |
| 4    | Jean-Philippe Mateta | Crystal Palace          | 3     |
| 4    | Christopher Nkunku   | Chelsea                 | 3     |
| 4    | Ethan Nwaneri        | Arsenal                 | 3     |
| 4    | Milutin Osmajić      | Preston North End       | 3     |